# Poian
Poian (węg. Kézdipolyán) – wieś w Rumunii, w okręgu Covasna, w gminie Poian. W 2011 roku liczyła 1301 mieszkańców.